# La Parròquia d'Hortó
La Parròquia d'Hortó és un nucli del municipi de la Ribera d'Urgellet, a l'Alt Urgell. Situat a la dreta del Segre a 797 metres d'altitud en una elevació davant el poble, i cap del municipi, del Pla de Sant Tirs, aquest últim esquerra del Segre.
En una petita elevació hi ha l'església i algunes cases i en una esplanada hi ha el nucli principal. Segons la tradició local, l'emplaçament primitiu del poble era a la partida d'Hortó. El nom prové de la parròquia que es bastí al nou emplaçament, l'església de Sant Andreu.
Adrall i la Parròquia d'Hortó pertangueren al capítol d'Urgell (Bisbat d'Urgell) des de molt antic fins al segle xix, i eren de la jurisdicció del dit capítol. Els drets que hi posseïen els vescomtes de Castellbò foren reconeguts per una sentència arbitral el 1339. Fou aleshores que Roger Bernat III, vescomte de Castellbò, concedí als habitants de la Parròquia d'Hortó diversos privilegis, entre els quals que podien transitar lliurement per les terres del vescomtat i podien fer ús dels seus boscs i les pastures.